# Samsung Galaxy A9 Pro (2016)
Samsung Galaxy A9 Pro (2016) (estilizado como SAMSUNG Galaxy A9 Pro6) es un teléfono inteligente con Android producido por Samsung Electronics. Fue introducido en marzo de 2016.
El Samsung Galaxy A9 Pro (2016) ejecuta Android Marshmallow. La diferencia entre el Samsung Galaxy A9 (2016) y la versión Pro es que el A9 (2016) tiene 3GB de RAM y 4000mAh de batería, mientras que el A9 Pro Tiene 4GB de RAM y 5000mAh de batería. Además, el A9 Pro está equipado con 16 MP de cámara trasera mientras que el A9 (2016) sólo incluye 13 MP de cámara.